# Ladomérfalva
Ladomérfalva (horvátul: Ladimirevci) falu Horvátországban, Eszék-Baranya megyében. Közigazgatásilag Valpóhoz tartozik.

## Fekvése
Eszéktől légvonalban 19, közúton 23 km-re északnyugatra, községközpontjától 4 km-re délkeletre, a Szlavóniai-síkságon, a Karasica jobb partján fekszik.

## Története
Ladomérfalvát 1392-ben „Ladmerfalua” néven Kos várának tartozékaként említik. Neve a szláv Ladomér személynévből származik. A középkori falu helye a régészeti leletek alapján nagyrészt ismert. A falutól délre az SOS Gyermekfalu mellett, a „Kuzminci” lelőhelyen számos kerámiatöredéket, vasszegeket találtak. A leletek a késő középkorra jellemzőek. Sajnos a lelőhely legnagyobb része az ingovány miatt nem bejárható. A falu utolsó házától mintegy 700 méterre délre a régi temető közepén egy, a környezetéből kiemelkedő helyen kisebb építmény formája rajzolódik ki. Itt állhatott a középkori falu temploma, mely a korabeli források szerint Szent Kozma és Damján vértanúknak volt szentelve. A templom a török hódítást is átvészelte. A 17. században többször megemlítik az egyházi vizitátorok. Így ezt a plébániát kétszer is meglátogatta a híres jezsuita Bartol Kašić atya, aki tanúsította, hogy az itt levő plébánia azon kevés fennmaradó katolikus egyházközség egyike Szlavóniának ezen a részén, amelynek lelkésze az egyházmegyei papság tagja és áll a falazott temploma. Ez a temető egészen a 20. század elejéig használatban volt.
A falu a Kórógyi család birtoka volt. Később Szombathely várkastélyának tartozékai között találjuk. A török uralom előtti utolsó birtokosa Geréb Mátyás volt. A török Valpó várának elestével 1543-ban foglalta el végleg ezt a területet és csak 1687-ben szabadult fel uralma alól. A plébánia a török uralom idején is zavartalanul működött, 1664 után a zavaros háborús időszakban azonban elveszítette papját. A krími tatárok súlyos pusztításai miatt az összes környező falvakat elhagyták a népek és lakosságuk ide, a hadiutaktól távol eső, mocsaraktól és vízfolyásoktól jól védett Ladomérfalvára húzódott vissza. A faluban az 1738-as egyházlátogatás iratai szerint akkoriban már egy egyszerű, favázas, sárral tapasztott falu istentiszteleti hely állt harangtorony nélkül, melyet Szent Péter apostolnak szenteltek. A templom a petri plébániatemplom filiája volt és ferencesek szolgáltak benne.
A török kiűzése után Ladomérfalva a valpói uradalom részeként kamarai birtok volt, majd 1721. december 31-én III. Károly az uradalommal együtt Hilleprand von Prandau Péter bárónak adományozta. A Prandau család 1885-ig volt a birtokosa. A 18. században Boszniából katolikus horvátok (sokácok) települtek ide. 1789-ben a pécsi püspökség újraszervezte a ladomérfalvi plébániát, majd miután a plébánia kikerült a ferencesek irányítása alól, a templom titulusát Szent Keresztre változtatta. 1802-ben létrehozták a bizovaci plébániát és a templomot ez alá rendelték, ezzel a helyi plébánia ismét megszűnt. Miután a régi Szent Kozma és Damján templomnak csak csupasz falai maradtak meg, a 19. század elején lebontották és anyagát beépítették az új Szent Kereszt Felmagasztalása templomba, amelyet 1803–1815 között építettek fel. Az első katonai felmérés térképén „Ladimirovcze” néven található. Lipszky János 1808-ban Budán kiadott repertóriumában „Ladimirovcze” néven szerepel. Nagy Lajos 1829-ben kiadott művében „Ladimirovcze” néven 143 házzal, 901 katolikus vallású lakossal találjuk.
1857-ben 943, 1910-ben 1322 lakosa volt. Verőce vármegye Eszéki járásához tartozott. Az 1910-es népszámlálás adatai szerint lakosságának 76%-a horvát, 15%-a német, 6%-a szlovák, 3%-a magyar anyanyelvű volt. A település az első világháború után az új szerb-horvát-szlovén állam, majd később (1929-ben) Jugoszlávia része lett. A második világháború végén a német származású családok nagyrészt elmenekültek a partizánok elől. Az itt maradt németeket kollektív háborús bűnössé nyilvánították és megfosztották a vagyonuktól. Sokakat a valpói munkatáborba hajtottak, majd kitelepítették az országból. Helyükre a partizánok családjai és társaik települtek. A háború alatt számos boszniai család és egy hercegovinai család is a faluba települt. A nagyobb betelepülési hullám 1946-ban kezdődött, amikor 23 zagorjei család érkezett. Az 1945-től 1953-ig tartó kollektivizáció után a gazdasági fellendülés csak 1960-tól kezdődött. 1963-ban bevezették az elektromos áramot. Folytatódott az utak, járdák építése. 1980-ban kiépült a telefonhálózat, 1981-ben a falu központjában parkot létesítettek. 1983-ban bővült a tűzoltószerház. 1984-ben kialakították az ifjúsági klub helyiségeit. 1989-ben nagyrészt társadalmi munkában megkezdődött az új iskola építése, melyet 1992-ben nyitottak meg. 1991-ben lakosságának 96%-a horvát nemzetiségű volt.
A szerb hadsereg első támadásai 1991. augusztus elején kezdődtek. Franjo Tuđman elnök 1991. augusztus 10-i rendeletére mintegy száz fővel megalakították a falu nemzetvédelmi egységét. Ugyanezen év novemberében az egység mintegy ötven tagja csatlakozott a horvát hadsereg 107. dandárjához. 1991 és 1992 őszén és telén az újonnan befejezett iskolaépületben működött a dandár parancsnoksága. A honvédő háborúban való részvételért a nemzetvédelmi egység 132 tagja kapta meg a háborús emlékérmet. 1994-ben megkezdődött a gázvezeték-hálózat kiépítése. Ebben az évben Darko Grgić megjelentette a falu monográfiáját, felújították a templomot és felépítettek a plébániát. 1997. május 25-én felavatták az SOS gyermekfalut, mely a lekeniki után a második ilyen intézmény volt az országban. A településnek 2011-ben 1587 lakosa volt.

## Lakossága
| Lakosság változása | Lakosság változása | Lakosság változása | Lakosság változása | Lakosság változása | Lakosság változása | Lakosság változása | Lakosság változása | Lakosság változása | Lakosság változása | Lakosság változása | Lakosság változása | Lakosság változása | Lakosság változása | Lakosság változása | Lakosság változása |
| ------------------ | ------------------ | ------------------ | ------------------ | ------------------ | ------------------ | ------------------ | ------------------ | ------------------ | ------------------ | ------------------ | ------------------ | ------------------ | ------------------ | ------------------ | ------------------ |
| 1857               | 1869               | 1880               | 1890               | 1900               | 1910               | 1921               | 1931               | 1948               | 1953               | 1961               | 1971               | 1981               | 1991               | 2001               | 2011               |
| 943                | 932                | 871                | 975                | 1.222              | 1.322              | 1.336              | 1.297              | 1.283              | 1.343              | 1.466              | 1.441              | 1.377              | 1.449              | 1.662              | 1.587              |

## Nevezetességei
A Szent Kereszt felmagasztalása tiszteletére szentelt római katolikus temploma 1803 és 1815 között épült. A templomot története során többször javították, majd 2000 és 2006 között a hívek és az egyházmegye pénzéből teljesen megújították és korszerűsítették. A plébániát 1994-ben újraalapították. Az 1989 és 1994 közötti időszakban a hívők a saját pénzükből és munkájukkal új plébániai lakást építettek, ezáltal teremtve meg a feltételeket a plébánia visszatéréséhez.

## Kultúra
- KUD „Šokadija” Ladimirevci kulturális és művészeti egyesület. Az egyesület szervezésében 1989 óta minden december első szombatján rendezik meg a „Ladimirevački divani” fesztivált, melyen számos ismert művész lép fel.
- Minden évben a húsvét utáni héten tartják a Fabijan Šovagović memorial emlékfesztivált.

## Oktatás
A településen általános iskola működik. A település első iskoláját 1852-ben nyitották meg. Az 1980-as évek végén és az 1990-es évek elején a régi iskolaépületet lebontották és helyére új modern iskolaépület építése kezdődött. Az új iskolaépületet öt osztályteremmel és egyéb oktatótermekkel 1992. szeptember 13-án nyitották meg. Ezt követően az iskolai oktatás ismét nyolcosztályos lett, de a bizovaci általános iskolát leválasztották róla és csak két területi iskolája maradt Ivánfalva és Harkányfalva településeken. A gyermekek érkezése az említett helyekről, valamint a SOS - Ladimirevci Gyermekfalu további gyermekeinek oktatása a tanulók számának jelentős növekedéséhez vezetett. Így az iskola már nem volt képes ellátni a tanulói létszámot. Ezért számos adományozónak köszönhetően és az SOS-Kinderdorf International anyagi támogatásával 1995-ben az iskolát további négy osztályteremmel bővítették. Röviddel ezután egy új, 900 m²-es sport- és tornatermet építettek az iskola közelében (ennek építését 1996. július 25-én fejezték be). 2004-ben összekötő folyosót építettek az iskola és a tornaterem között, hogy a tanulóknak ne az iskola épületén kívül kelljen menniük a tornaterembe.

## Sport
- Az NK Slavonac Ladimirevci labdarúgócsapata a megyei 1. ligában szerepel.
- A ŽNK Slavonka Ladimirevci női labdarúgó csapata a horvát nemzeti 2. liga 2. keleti csoportjában szerepel.
- SK Munja Ladimirevci asztaliteniszklub
- ŠK L.A. Top Ladimirevci sakk-klub
- A HNK Ladimirevci labdarúgóklub 2019-ben alakult. A megyei 3. ligában szerepel.

## Egyesületek
- „Mladi poduzetnik” egyesület
- „Mladih LA” egyesület
- UŠR „Amur” sporthorgász egyesület
- LD „Srnjak” vadásztársaság
- Paulai Szent Vince templomi énekkar
- Ladimirevci nyugdíjas egyesület
- MK „Faust” egyesület

## Híres emberek
Itt született 1932. január 4-én Fabijan Šovagović színművész, író, rendező